# Nothomiza melanographa
Nothomiza melanographa là một loài bướm đêm trong họ Geometridae.